# Ludmila Bozděchová
Ludmila Bozděchová (1848 Praha nebo Lvov – září 1924) byla první žena na území Rakouska–Uherska, která získala povolení pracovat na poštovním úřadu, jako obsluha telegrafu.

## Životopis

### Rodina a mládí
Narodila se roku 1848 snad v Praze. Její otec padl ve válce. V mládí patřila k ženám, které se scházely v osvětovém Americkém klubu dam, založeném Vojtou Náprstkem. Ludmila chodila na přednášky do domu U Halánků, který patřil rodině Náprstků. Zde se setkávaly ženy, které se chtěly vzdělávat. Právě Vojtěch Náprstek Ludmile navrhl, aby absolvovala kurz pro telegrafisty.

### Cesta k místu poštovní úřednice
Protože kurz pro telegrafisty již započal, musela se učit soukromě a zkoušku, která jí byla povolena až po dvou odmítnutích, úspěšně vykonala. Práci však nedostala. Stále platila vyhláška, která zakazovala zaměstnávat ženy na poštovních a telegrafních úřadech.
Napsala žádost na místo poštovní úřednice, ale ta byla zamítnuta. Rozhodla se tedy, že napíše žádost přímo císaři Františku Josefu I. Dopis napsala 17. června 1871. Císaře žádost zaujala. Svou roli sehrál také fakt, že její otec zemřel při státní službě. Bozděchové byla udělena audience a dne 1. ledna 1872 bylo vydáno nařízení, na základě kterého byly ženy zaměstnány na poštovních a telegrafních úřadech, s podmínkou, že zůstanou svobodné a neprovdají se (stejně jako při učitelském povolání). Poté nastoupilo několik žen ve Vídni a Praze ke státní službě telegrafní a poštovní.

### Další osudy
Finanční ohodnocení poštovní úřednice bylo ale velmi nízké, tak se Ludmila po pěti letech stala soukromou sekretářkou Emila Holuba, také na doporučení Náprstka. Po 15 letech se vrátila na poštovní úřad. Zemřela v září 1924, ve věku 75 nebo 76 let a byla pohřbena na Olšanských hřbitovech.

## Vzpomínky Ludmily Bozděchové
Podrobné vzpomínky Ludmily Bozděchové na to, jak obtížně získávala místo poštovní úřednice, zveřejnil v roce 1885 časopis Ženský svět.V té době již sloužilo na českých poštách přes 800 žen, které se však v postavení a finančním ohodnocení nerovnaly mužům.

## Citát z dopisu císaři
| „                                                       | Můj úmysl jest prositi o nějaké místo při C. K. Státním telegrafu v Praze, čemuž dle přiložených vysvědčení vyhověno býti může, cíle mých snah a tužeb však jen tenkráte dosáhnouti možno, když vaše císařské a královské veličenstvo nejmilostivěji vyřknouti ráčí, že: 'Ženy při státních telegrafech a poštách jakožto úřednice dovoleno zaměstnati' | “ |
| — Ludmila Bozděchová v dopisu císaři Františku Josefovi | |   |

## Zajímavost - Bozděchův mlýn
Koncem 17. století mlýn vlastnila obec unhošťská, (Malé Kyšice, okres Kladno). Po roce 1870 kopila mlýn rodina Bozděchova. Mezi známé osobnosti z tohoto rodu patřil dramaturg Prozatímního divadla v Praze Emanuel Bozděch i jeho sestřenice Ludmila Bozděchová. V letech 1893-1900 zde žila na letním bytě Renáta Tyršová, vdova po Miroslavu Tyršovi se svojí matkou Kateřinou Fügnerovou.